# SHFV-Pokal 2016/17
Der SHFV-Pokal 2016/17 war die 64. Austragung des schleswig-holsteinischen Verbandspokals der Männer im Amateurfußball. Das Finale fand am 25. Mai 2017 im Kieler Holstein-Stadion statt.
Der Pokalsieger qualifizierte sich für die erste Hauptrunde im DFB-Pokal 2017/18. Da sich jedoch Holstein Kiel als Finalist bereits über die 3. Liga qualifiziert hatte, nahm der zweite Finalist (SV Eichede) in der nächsten Saison ebenfalls am DFB-Pokal teil.

## Spielmodus
Es wurde zunächst versucht, in 90 Minuten einen Gewinner auszuspielen. Sollte es danach unentschieden gestanden haben, kam es wie in anderen Pokalwettbewerben zu einer dreißigminütigen Verlängerung. Stand danach immer noch kein Sieger fest, wurde dieser dann im Elfmeterschießen nach dem bekannten Muster ermittelt.

## Teilnehmende Mannschaften
Alle schleswig-holsteinischen Mannschaften, die in der Vorsaison oberhalb der Schleswig-Holstein-Liga spielten, waren automatisch qualifiziert. Zudem qualifizierten sich die Kreispokalsieger der 13 Kreisfußballverbände und der Finalist des Flens-Cups Meister der Meister, da der Sieger TSB Flensburg bereits über den Kreispokal qualifiziert war. Zweitmannschaften waren nicht teilnahmeberechtigt.
Folgende Mannschaften waren somit für den SHFV-Pokal 2016/17 qualifiziert (in der Klammer ist die Ligenzugehörigkeit in dieser Spielzeit angegeben):
| Vereine der 3. Liga 2015/16 - Holstein Kiel (III) | Regionalliga Nord 2015/16 - ETSV Weiche Flensburg (IV) - VfB Lübeck (IV) - TSV Schilksee (V) | Kreispokalsieger 2015/16 - Dithmarschen: Heider SV (V) - Herzogtum Lauenburg: SSV Güster (VI) - Kiel: TSV Altenholz (V) - Lübeck: TSV Travemünde (VI) - Neumünster: VfR Neumünster (V) - Nordfriesland: SV Frisia 03 Risum-Lindholm (V) - Ostholstein: NTSV Strand 08 (V) - Plön: Preetzer TSV (VI) - Rendsburg-Eckernförde: 1. FC Schinkel (VII) - Schleswig-Flensburg (inkl. Flensburg): TSB Flensburg (V) - Segeberg: SV Todesfelde (V) - Steinburg: TSV Lägerdorf (V) - Stormarn: SV Eichede (IV) | Meister der Meister 2015/16 - Finalist Oldenburger SV (V) |

| Ligaebene in Klammern: III = 3. Liga • IV = Regionalliga Nord • V = Schleswig-Holstein-Liga • VI = Verbandsligen • VII = Kreisligen |

## Termine
Die Spiele des diesjährigen SHFV-Pokals wurden an folgenden Terminen ausgetragen:
Qualifikation: 9. Juli 2016

Achtelfinale: 9./13./15./16./17. Juli 2016

Viertelfinale: 16./24. Juli und 20. August 2016

Halbfinale: 15./25. April 2017

Finale: 25. Mai 2017

## Qualifikation
Da mehr als 16 Mannschaften am diesjährigen Turnier teilnehmen, mussten vier Mannschaften in einer Qualifikationsrunde die letzten beiden Achtelfinalisten ausspielen. (In Klammern ist die Ligaebene angegeben, in der der Verein spielt).
| Datum                 |                      | Ergebnis  |                    |
| --------------------- | -------------------- | --------- | ------------------ |
| 09.07.2016, 15:00 Uhr | 1. FC Schinkel (VII) | 1:5 (0:2) | SV Todesfelde (V)  |
| 09.07.2016, 15:00 Uhr | Preetzer TSV (VI)    | 0:7 (0:3) | NTSV Strand 08 (V) |

## Achtelfinale
Die beiden Sieger der Qualifikationsrunde und die anderen 14 Mannschaften spielten in dieser Runde die acht Viertelfinalisten aus (In Klammern ist die Ligaebene angegeben, in der der Verein spielt).
| Datum                 |                     | Ergebnis  |                                 |
| --------------------- | ------------------- | --------- | ------------------------------- |
| 09.07.2016, 14:00 Uhr | Heider SV (V)       | 3:2 (1:1) | TSB Flensburg (V)               |
| 09.07.2016, 15:00 Uhr | TSV Lägerdorf (V)   | 0:8 (0:4) | VfB Lübeck (IV)                 |
| 09.07.2016, 15:00 Uhr | Oldenburger SV (V)  | 1:2 (0:0) | TSV Altenholz (V)               |
| 13.07.2016, 18:30 Uhr | TSV Schilksee (V)   | 0:3 (0:2) | ETSV Weiche Flensburg (V)       |
| 13.07.2016, 19:00 Uhr | NTSV Strand 08 (V)  | 0:1 n. V. | SV Eichede (IV)                 |
| 15.07.2016, 19:00 Uhr | VfR Neumünster (V)  | 1:5 (0:2) | Holstein Kiel (III)             |
| 16.07.2016, 15:00 Uhr | TSV Travemünde (VI) | 3:0 n. V. | SV Frisia 03 Risum-Lindholm (V) |
| 17.07.2016, 13:00 Uhr | SSV Güster (VI)     | 1:4 (0:0) | SV Todesfelde (V)               |

## Viertelfinale
Die Sieger des Achtelfinales ermittelten in vier Spielen die Halbfinalisten (In Klammern ist die Ligaebene angegeben, in der der Verein spielt).
| Datum                 |                            | Ergebnis             |                     |
| --------------------- | -------------------------- | -------------------- | ------------------- |
| 16.07.2016, 15:00 Uhr | TSV Altenholz (V)          | 1:3 (1:1)            | SV Eichede (IV)     |
| 24.07.2016, 14:00 Uhr | SV Todesfelde (V)          | 0:1 (0:0)            | VfB Lübeck (IV)     |
| 24.07.2016, 15:00 Uhr | TSV Travemünde (VI)        | 4:5 n. V. (2:2, 0:2) | Heider SV (V)       |
| 20.08.2016, 15:00 Uhr | ETSV Weiche Flensburg (IV) | 0:2 (0:1)            | Holstein Kiel (III) |

## Halbfinale
In diesen zwei Partien wurden die beiden Finalisten des SHFV-Pokals ermittelt (In Klammern ist die Ligaebene angegeben, in der der Verein spielt).
| Datum                 |                 | Ergebnis             |                     |
| --------------------- | --------------- | -------------------- | ------------------- |
| 15.04.2017, 15:00 Uhr | Heider SV (V)   | 1:4 n. V. (1:1, 0:1) | SV Eichede (IV)     |
| 25.04.2017, 18:00 Uhr | VfB Lübeck (IV) | 0:2 (0:2)            | Holstein Kiel (III) |

## Finale
Das Finale fand am 25. Mai 2017 im Kieler Holstein-Stadion statt. Bereits vor der Austragung des Finals stand fest, dass beide Mannschaften an der 1. Hauptrunde im DFB-Pokal 2017/18 teilnehmen werden, da Holstein Kiel sich bereits über sein Abschneiden in der 3. Liga vorab qualifiziert hatte.
| Paarung        | Holstein Kiel – SV Eichede |
| Ergebnis       | 4:2 (2:2) |
| Datum          | 25. Mai 2017 um 17:00 Uhr |
| Stadion        | Holstein-Stadion, Kiel |
| Zuschauer      | 2.808 |
| Schiedsrichter | Viatcheslav Paltchikov (Lübeck) |
| Tore           | 1:0 Bieler (3.) 2:0 Schindler (8.) 2:1 Bieche (25.) 2:2 Facklam (29.) 3:2 Hoheneder (64.) 4:2 Dürholtz (73.) |
| Holstein Kiel  | Bernd Schipmann – Rafael Czichos , Niklas Hoheneder, Christopher Lenz, Kingsley Schindler (72. Philipp Spohn) – Tim Siedschlag, Manuel Janzer, Arne Sicker, Alexander Bieler – Mathias Fetsch (19. Marvin Ducksch), Dominick Drexler (69. Luca Dürholtz) Cheftrainer: Markus Anfang                     |
| SV Eichede     | Julian Barkmann – Yannick Petzschke, William Wachowski, Nico Fischer , Eudel Silva Monteiro – Petrik Krajinovic, Ridel Varela Monteiro, Mats Facklam (86. Nikita Bojarinow), Torge Maltzahn – Eyke Hendrik Kleine (76. Cristian Peters), Evgenij Bieche (80. Pawel Lysiak) Cheftrainer: Martin Steinbek |